# Ivan Stehlík
Ivan Stehlík (* 13. ledna 1946 Praha) je bývalý český hokejový útočník.

## Hokejová kariéra
V československé lize hrál za TJ ZKL Brno a během vojenské služby za Duklu Košice. Odehrál 7 ligových sezón a dal 48 ligových gólů. V nižších soutěžích hrál za TJ Slavia Praha.

## Klubové statistiky
| Sezona    | Klub            | Soutěž  | Základní část | Základní část | Základní část | Základní část | Základní část |
| Sezona    | Klub            | Soutěž  | Z             | G             | A             | B             | TM            |
| --------- | --------------- | ------- | ------------- | ------------- | ------------- | ------------- | ------------- |
| 1965/1966 | Dukla Košice    | 1. liga | 27            | 3             | 0             | -             | -             |
| 1966/1967 | Dukla Košice    | 1. liga | -             | 9             | -             | -             | -             |
| 1967/1968 | TJ ZKL Brno     | 1. liga | 21            | 8             | 2             | 10            | -             |
| 1968/1969 | TJ ZKL Brno     | 1. liga | 31            | 7             | 3             | 7             | -             |
| 1969/1970 | TJ ZKL Brno     | 1. liga | 36            | 9             | 15            | 24            | -             |
| 1970/1971 | TJ ZKL Brno     | 1. liga | 36            | 4             | 5             | 9             | -             |
| 1971/1972 | TJ ZKL Brno     | 1. liga | 34            | 8             | 4             | 12            | 16            |
| 1972/1973 | TJ Slavia Praha | 2. liga | 23            | 6             | -             | -             |               |
| 1973/1974 | TJ Slavia Praha | 2. liga | -             | 4             | -             | -             |               |
| 1974/1975 | TJ Slavia Praha | 2. liga | -             | 11            | -             | -             |               |
| 1975/1976 | TJ Slavia Praha | 2. liga | -             | 3             | -             | -             |               |
| 1976/1977 | TJ Slavia Praha | 3. liga | -             | 7             | -             | -             |               |